# Automolis haematoessa
Automolis haematoessa är en fjärilsart som beskrevs av Charles Oberthür. Automolis haematoessa ingår i släktet Automolis och familjen björnspinnare. Inga underarter finns listade i Catalogue of Life.